# Emilio Adolfo Westphalen
Emilio Adolfo Westphalen Milano (Lima, 15 de julio de 1911- † 17 de agosto de 2001) fue un poeta surrealista, ensayista y promotor cultural peruano.

## Biografía
Fue el hijo mayor de los 11 que tuvieron Pedro Pablo Emilio Westphalen Wimmer, comerciante, y Teresa Hermenegilda Milano Barbagelata, casados en Lima el 5 de junio de 1910. 
Su padre, el mayor de 9 hermanos, nació en Arequipa el 28 de junio de 1880 como hijo del alemán Carl Friedrich Wilhelm Adolf von Westphalen, nacido en Berlín el 6 de agosto de 1839, había huido de casa de sus padres a temprana edad para evitar servir en el ejército del rey de Prusia, como era tradición en su familia, por lo que primero pasó un tiempo en Londres y luego en Valparaíso, Chile, donde en un maremoto perdió todas sus pertenencias, por lo que luego migró al Perú, instalándose en 1873 como comerciante en Arequipa, donde con 49 años de edad se casó el 18 de diciembre de 1880 con Filomena Wimmer Rojas, de 17 años de edad, la segunda de 9 hermanos y nacida en Chincha Alta, Ica, el 28 de noviembre de 1863 como hija del alemán Johann Albert Wimmer y de Tomasa Filomena Rojas. 
Mientras que su madre, nacida el 13 de abril de 1889 en Lima, descendiente de piamonteses feudatarios de la casa de Saboya desde el siglo XI, era la tercera de las cuatro hijas que tuvieron los italianos Stefano Agostino Milano, capitán de navío, y Maria Barbagelata, casados el 30 de abril de 1878 en Génova, quienes habían migrado al Perú alrededor del año 1880, ya que Angela, la hermana mayor de Hermenegilda, nació allí en 1879 y su hermana Feliciana Elvira, la segunda, nació en 1886 en Lima; habían migrado al Perú con la familia de ella, pues con ellos viajaron sus hermanos Agostino (1851), Teresa (1852), Clemente (1854) y Pietro Eugenio (1865) Barbagelata junto a Francesca Ferrari (1859), esposa de Agostino, Giovanni Battista Olivari (1846), esposo de Teresa, y otros familiares de las familias Olivari, Massaro y Ferrari. Su abuela, Maria Barbagelata, conocida en su familia con el diminutivo de Marietta, era hija de Luigi Pietro Barbagelata, nacido en Liguria en 1824, donde falleció en 1910, siendo hijo de Agostino Barbagelata y Rosa Debernardi, y de Angela Maria Canessa, nacida en 1826 también en Ligura, donde falleció en 1884, siendo hija de Clemente Canessa. Y su abuelo, Stefano A. Milano, era hijo de los piamonteses Giacomo Milano y Angela Fortunata Palmieri, pero nunca escuchó hablar de él en casa de su abuela mientras fue niño, ya que había abandonado a su familia al tiempo de instalarse en Lima.
Sus estudios básicos los realizó en el Colegio Alemán de Lima, donde disfrutó de la amistad incondicional de Martín Adán y Estuardo Núñez, futuro poeta y crítico literario respectivamente.En 1928 ingresó a la Facultad de Letras de la Universidad Nacional Mayor de San Marcos (UNMSM), después de un frustrado intento de ingreso a la Escuela de Ingeniería. En 1932 culminó sus estudios universitarios y comenzó a trabajar en la compañía minera Hochschild.
En 1933, a los 22 años de edad, publica su primer libro Las ínsulas extrañas, que junto con Abolición de la muerte, publicada en 1935, le reportan prestigio como poeta. En 1936 publica junto con César Moro, seudónimo de Alfredo Quizpez Asin Mas,el pasquín Vicente Huidobro o El Obispo Embotellado.
Editó El uso de la palabra (1939) y fue director de Las Moradas (1947-1949) y Amaru (1967-1971). Después de pasar varios años en Nueva York, como traductor de las Naciones Unidas y posteriormente en Italia, dirigió la revista Amaru de la Universidad Nacional de Ingeniería, una revista abierta, plural y de contenido multidisciplinario. Enseñó Historia del Arte Prehispánico en la Universidad Nacional Mayor de San Marcos. En 1971 fue nombrado Agregado Cultural de Perú en Italia. Posteriormente ejerció este cargo en México y Portugal. En estos países es donde vuelve a presentar a sus lectores nuevos poemas.
En 1947 empieza a editar la revista Las Moradas, publicación que continuaría hasta el número 7-8 de 1949, y al año siguiente empezó a residir en Nueva York. En 1964, a solicitud del maestro sanmarquino, Augusto Tamayo, empezó a impartir cursos sobre arte precolombino en la Facultad de Letras de la Universidad Nacional Mayor de San Marcos.
En 1971 fue designado agregado cultural de la embajada peruana en Italia, en la que estuvo hasta 1977, cuando fue trasladado con el mismo cargo a la embajada en México. En 1980 lo volvieron a designar agregado en la embajada en Lisboa hasta 1981.
Fue, asimismo, un tenaz buscador de la excelencia artística que le valió el unánime reconocimiento de quienes trabajaron con él y de toda la comunidad literaria peruana. Tal es el caso de escritores y artistas como Mario Vargas Llosa, Fernando de Szyszlo, Jorge Eduardo Eielson y Julio Ramón Ribeyro, entre otros.
Estuvo casado con la pintora Judith Westphalen (1922-1976) con la que tuvo dos hijas: Inés y Silvia Westphalen Ortiz.
Su obra poética es breve, pero fundamental en la literatura en lengua española. Con afinidades con el movimiento surrealista, en colaboración con su amigo, el poeta y pintor peruano César Moro concretó la Primera exposición surrealista realizada en Lima en 1935.
Muy cercano igualmente al renombrado escritor José María Arguedas, impulsó su obra a través de sus revistas. Además de escribir un par de ensayos sobre su trayectoria, le dedicó uno de sus poemarios.
Falleció en la temporada hibernal en el primer peldaño del tercer milenio, en 2001 en Lima, en la Maison de Santé, donde permaneció varios años.

## Estilo
Como ejemplo del reconocimiento dado a su obra, el Premio Nobel de Literatura Octavio Paz, al presentarlo en 1978 dijo de él: "Emilio Adolfo Westphalen es uno de los poetas más puramente poetas entre los que escriben en español. Su poesía no está contaminada de ideología ni de moral ni de teología. Poesía de poeta y no de profesor ni de predicador ni de inquisidor. Poesía que no juzga, sino que se asombra y nos asombra."

## Obra

### Poesía
- Las ínsulas extrañas (1933)
- Abolición de la muerte (1935)
- Otra imagen deleznable (1980)
- Arriba bajo el cielo (1982)
- Máximas y mínimas de sapiencia pedestre (1982)
- Nueva serie (1984)
- Belleza de una espada clavada en la lengua (1986)
- Ha vuelto la diosa ambarina (1988)
- Cuál es la risa (1989)
- Bajo las zarpas de la Quimera (1991)
- Falsos rituales y otras patrañas (1999)
- Poesía completa y ensayos escogidos (2004)

### Ensayo
- Poetas en la Lima de los años treinta (en Dos soledades, 1974)
- La poesía los poemas los poetas (1995)
- Escritos varios sobre arte y poesía (1996)

## Distinciones
- Premio Internacional de Poesía Miguel Hernández. 1998
- Premio Southern. 1997
- Medalla José de la Riva-Agüero. 1997
- Orden del Sol. 1995
- Palmas Magisteriales. 1995
- Premio Nacional de Literatura. 1977

Fue además doctor honoris causa de la Universidad Nacional de Ingeniería (1997) y de la de San Marcos (1999).